# Epania aurocollaris
Epania aurocollaris là một loài bọ cánh cứng trong họ Cerambycidae.